# Дикси Ин (Луизијана)
Дикси Ин (енгл. Dixie Inn) град је у америчкој савезној држави Луизијана.

## Демографија
По попису из 2010. године број становника је 273, што је 79 (-22,4%) становника мање него 2000. године.
| Група             | 2000.       | 2010.       |
| Белци             | 286 (81,3%) | 138 (50,5%) |
| Афроамериканци    | 59 (16,8%)  | 126 (46,2%) |
| Азијати           | 0 (0,0%)    | 0 (0,0%)    |
| Хиспаноамериканци | 1 (0,3%)    | 5 (1,8%)    |
| Укупно            | 352         | 273         |